# Aquarium de New York
L'aquarium de New York est un aquarium américain situé à Coney Island, au sud de Brooklyn (New York). Il est le plus ancien aquarium public en activité aux États-Unis, créé en 1896 au sein du Castle Clinton de Battery Park dans l'arrondissement de Manhattan. Il a été transféré en 1957 sur Coney Island. Il est exploité par la Wildlife Conservation Society (WCS) dans le cadre de son système intégré comportant également quatre zoos, dont le zoo du Bronx. Il est accrédité par l'Association des zoos et aquariums (AZA).
L'aquarium s'étend sur 5,7 hectares et présente 266 espèces comme des manchots du Cap, des otaries de Californie, des raies Rhinoptera bonasus, des phoques communs, des morses, des requins-taureaux et des loutres de mer.